# Лабиринтовые острова
Лабиринтовые острова — архипелаг, состоящий из группы (свыше 30) небольших низинных, сильно заболоченных островов, расположенных в дельтовом эстуарии реки Пясина в Красноярском крае России, к северу от мыса Входной. Крупнейший и самый южный из них — остров Рогозинского (длиной 15 км). Другие острова — остров Чаек и Большой Лабиринтовый остров. В 1993 году весь архипелаг, который является излюбленным местом гнездования птиц летом, включил в свой состав Большой Арктический заповедник.